# Hydrolagus
Hydrolagus is een geslacht van draakvissen en omvat de volgende soorten:

## Taxonomie
- Geslacht Hydrolagus
  - Hydrolagus affinis (de Brito Capello, 1868) –Kleinoogdraakvis
  - Hydrolagus africanus (Gilchrist, 1922) – Afrikaanse draakvis
  - Hydrolagus alberti Bigelow & Schroeder, 1951 – Golfdraakvis
  - Hydrolagus alphus Quaranta et al., 2006
  - Hydrolagus barbouri (Garman, 1908)
  - Hydrolagus bemisi Didier, 2002 – Bleke draakvis
  - Hydrolagus colliei (Lay & Bennett, 1839) – Gevlekte draakvis
  - Hydrolagus deani (Smith & Radcliffe, 1912)
  - Hydrolagus eidolon (Jordan & Hubbs, 1925)
  - Hydrolagus erithacus Walovich, Ebert & Kemper, 2017
  - Hydrolagus homonycteris Didier, 2008
  - Hydrolagus lusitanicus Gordo, 2005
  - Hydrolagus macrophthalmus de Buen, 1959 – Grootoogdraakvis
  - Hydrolagus marmoratus Didier, 2008
  - Hydrolagus matallanasi Sotto & Vooren, 2004 – Gestreepte draakvis
  - Hydrolagus mccoskeri Barnett, Didier, Long & Ebert, 2006
  - Hydrolagus melanophasma James, Ebert, Long & Didier, 2009
  - Hydrolagus mirabilis (Collett, 1904)
  - Hydrolagus mitsukurii (Jordan & Snyder, 1904).
  - Hydrolagus novaezealandiae (Fowler, 1911)
  - Hydrolagus pallidus Hardy & Stehmann, 1990
  - Hydrolagus purpurescens (Gilbert, 1905)
  - Hydrolagus trolli Didier & Séret, 2002 – Puntsnuitdraakvis